# Klingbach, Orb und Haselbachtal bei Bad Orb
Klingbach, Orb und Haselbachtal bei Bad Orb este o arie protejată (arie specială de conservare — SAC, sit de importanță comunitară — SCI) din Germania întinsă pe o suprafață de 50,2 ha, integral pe uscat.

## Localizare
Centrul sitului Klingbach, Orb und Haselbachtal bei Bad Orb este situat la coordonatele 50°13′45″N 9°20′54″E / 50.2292°N 9.3483°E.

## Înființare
Situl Klingbach, Orb und Haselbachtal bei Bad Orb a fost declarat sit de importanță comunitară în noiembrie 2004 pentru a proteja 2 specii de animale. Situl a fost protejat și ca arie specială de conservare în martie 2008.

## Biodiversitate
Situată în ecoregiunea continentală, aria protejată conține 3 habitate naturale: Cursuri de apă de la nivel de câmpie la nivel montan, cu vegetație Ranunculion fluitantis și Callitricho-Batrachion, Formațiuni ierboase bogate în specii de Nardus, dezvoltate pe substraturi silicioase în zone montane (și în zone submontane, în Europa continentală), Păduri aluvionare cu Alnus glutinosa și Fraxinus excelsior (Alno-Padion, Alnion incanae, Salicion albae).
La baza desemnării sitului se află mai multe specii protejate:
- nevertebrate (1): phengaris nausithous (Maculinea nausithous)
- pești (1): cicar (Lampetra planeri)